# Der Denver-Clan (2017)
Der Denver-Clan (Originaltitel: Dynasty) ist eine US-amerikanische Fernsehserie, die von 2017 bis 2022 von CBS Television Studios für den US-Sender The CW produziert wurde. Sie bildet ein Reboot zur Seifenoper Der Denver-Clan, die in den 1980er-Jahren mit großem Erfolg bei ABC lief.

## Handlung

### Staffel 1
Fallon Carrington ist fest davon überzeugt, dass ihr Vater Blake sie zur neuen COO von Carrington Atlantic macht. Als sie nach längerer Abwesenheit nach Hause zurückkehrt, muss sie erfahren, dass Blake seine Mitarbeiterin Cristal Flores heiraten will. Als Blake Cristal zur Verlobung auch noch den COO-Posten schenkt, ist Fallon sauer, da sie ihr ganzes Leben auf die Position hin gearbeitet hat. All ihre Versuche, die Beziehung der beiden zu zerstören, schlagen fehl. Aus diesem Grund verbündet sich Fallon mit Blakes Erzfeind Jeff Colby. Dies führt zu weiteren Spannungen zwischen den Frauen. Aber auch ihre Beziehung zu ihrer Affäre Michael Culhane, dem Chauffeur der Familie Carrington, zerbricht dadurch. Fallon beginnt daraufhin eine kurze Affäre mit Jeff. Der will zusammen mit seinem Vater Cecil und seiner Schwester Monica die Familie Carrington vernichten, da er davon überzeugt ist Blake hätte Schuld am Gefängnisaufenthalt seines Vaters. Cecil glaubt, dass Blake damals mit seiner Frau Dominique geschlafen hätte, was sich später jedoch als falsch herausstellt. Fallon und Jeff gründen gemeinsam das erneuerbare Energieunternehmen Morell Co.
Auch Fallons Bruder Steven kehrt nach Hause zurück. Als er für seinen Vater einen Termin übernimmt, begegnet er Sam. Dieser stellt sich später als Cristals Neffe heraus. Steven und Sam kommen sich näher und gehen im Verlauf der Serie eine Beziehung ein. Cristal ist nicht sehr begeistert, dass Sam nach Atlanta gekommen ist, da dieser einige pikante Details aus Cristals Vergangenheit kennt. Auch der Butler der Familie, Joseph Anders, kommt hinter Cristals tatsächliche Identität. Sie ist in Wahrheit Celia Machado, die aus Venezuela fliehen musste, als sie den Ehemann ihrer Schwester Iris, Alejeandro, töten wollte. Dieser taucht als Geschäftsmann bei Carrington Atlantic auf und will Cristal erpressen. Nachdem sie Blake die Wahrheit sagt, rauft sich die Familie zusammen und stellt Alejeandro eine Falle, worauf hin dieser schlussendlich von Cristal erschossen wird.
Als der Mechaniker Matthew Blaisdel bei seiner Arbeit für Carrington Atlantic ums Leben kommt, gerät die Familie Carrington in die Schusslinie der Ermittlungen. So hatte nicht nur Cristal eine Affäre mit Matthew, sondern dieser erpresste auch Blake mit einer Aufnahme seines Sohnes Steven, der für den Tod eines andern Mechanikers verantwortlich ist. Er stellt sich jedoch heraus, dass seine psychisch-kranke, schwangere Ehefrau Claudia Blaisdel ihn ermordet hat. Claudia wird daraufhin nach einer Geiselnahme in der Villa der Carringtons in eine psychiatrische Klinik eingeliefert.
Steven und Sam genießen ihre gemeinsame Zeit in einer gemeinsamen Wohnung, bis Stevens Exfreund Ted Dinard auftaucht. Steven beschließt, für den Stadtrat zu kandidieren. Da er Angst hat, dass Sams illegaler Aufenthalt aufgedeckt werden könnte, wollen sie nur Freunde bleiben. Ted, der immer noch drogensüchtig ist, glaubt dies nicht. Er inszeniert ein Handgemenge mit Sam und springt aus einem Fenster der Wohnung. Mit Blakes Hilfe können sie den Verdacht von Sam abwenden. Mit Hilfe von Melissa Daniels sorgt Steven dafür, dass Sam sein Visum erhält. Als Gegenleistung will Melissa von Steve eine gemeinsame Nacht. Steven und Sam verloben sich und wollen heiraten.
Fallon kommt dahinter, dass Jeff sie nur für seine Rache an Blake benutzt. Sie gibt weiterhin vor ihn heiraten zu wollen, verfolgt jedoch im Hintergrund ihre eigenen Pläne. Sie heiratet kurzfristig Liam Ridley und gibt nur vor Jeff zu heiraten. Nach der angeblichen Hochzeit unterschreiben sie ihre Eheverträge. Da Fallon bereits verheiratet ist, ist ihr Vertrag ungültig und sie erhält durch Jeffs Vertrag Anteile an ColbyCo sowie die Mehrheit an Morell Co. Cecil ist sauer auf seinen Sohn und will eigenständig seine Rache an Blake vollenden. Jedoch trifft er dabei auf Blakes Vater Thomas, der dabei einen Herzinfarkt erleidet und verstirbt.
Zur Trauerfeier für Thomas Carrington taucht auch Alexis Carrington auf. Diese wurde damals von Blake aus dem Hause gejagt. Auch untersagte Blake ihr den Kontakt zu den Kindern Fallon und Steven. Alexis, die pleite ist, versucht alles, wieder Fuß in der Familie zu fassen. Als sie von Thomas auch noch im Erbe berücksichtigt wird und dadurch das Gästehaus erbt, zieht sie dort ein. In einem schwachen Moment offenbart sie Steven, dass er nicht der Erstgeborene ist, sondern Adam, der entführt wurde. Alexis glaubt, dass dieser noch lebt und Steven macht sich auf die Suche nach ihm. Alexis verbündet sich mit Jeff, um Blake zu vernichten und so an sein Vermögen zu kommen. Jeff und Monica fordern ihr Erbe ein, weswegen die Carringtons gezwungen sind Carrington Atlantic zu verkaufen.
Fallon muss erfahren, dass Liam in Wahrheit Jack Lowden ist und ein Enthüllungsbuch schreibt. Sie ahnt nicht, dass Jack aus einer reichen Familie kommt und über seine Familie und nicht die Carringtons schreibt. Er offenbart dies Alexis gegenüber, diese verschweigt es jedoch Fallon. Fallon macht sich Sorgen um Michael, da sein Vater im Sterben liegt. Cristal bekommt heraus, dass die Krankheit mit einem Umweltskandal zusammenhängt, den sie einige Jahre zuvor für Carrington Atlantic vertuscht hat. Cristal will die Wahrheit sagen, wird jedoch von Blake unterdrückt. Sie zweifelt immer mehr an ihrer Ehe mit Blake und will sich von ihm scheiden lassen.
Steven findet Adam und bringt ihn nach Hause. Die Freude über den verschwundenen Sohn ist bei Blake groß. Jedoch stellt sich heraus, dass Adam in Wahrheit Hank Sullivan und der Geliebte von Alexis ist. Diese wollte auf diesem Weg an Blakes Vermögen.
Am Tag der Hochzeit von Steven und Sam erfährt ersterer, dass Melissa ein Kind von ihm erwartet. Liam taucht ebenfalls auf der Hochzeit auf und gesteht Fallon seine Liebe. Außerdem offenbart er ihr, dass sein Buch über seine Familie, die Van Kirk Familie, handelt. Joseph bekommt Besuch von seiner Tochter Kirby. Cristal kommt hinter Alexis und Hanks Plan. Zwischen den zwei Damen entfacht ein Kampf, bei dem Alexis Cristal im Jagdhaus einsperren kann. Cristal wird von Claudia, die aus der Psychiatrie entflohen ist, gefunden. Claudia ist nach wie vor voller Hass gegen Cristal und schießt diese an. Anschließend flieht sie mit Hank, der das Jagdhaus in Brand setzt. Zur selben Zeit finden dort auch die Hochzeitsbilder von Stevens und Sams Hochzeit statt. Fallon, Sam und Blake können es gerade noch so aus dem Haus schaffen, während Cristal, Alexis, Steven und Michael im brennenden Haus festsitzen.

### Staffel 2
Ein Monat nach dem Brand ist die Familie immer noch in Trauer um Cristal, die dabei ums Leben kam. Joseph hält Kirby versteckt, da er glaubt, dass diese hinter dem Brand steckt. Sie hat bereits in der Vergangenheit bei den Carringtons gewohnt, bis sie versucht hat, das Zimmer von Fallon abzubrennen. Kirby kann sich jedoch nicht mehr daran erinnern. Als ihre Erinnerungen mit Hilfe eines Therapeuten zurückkehren, erkennt sie, dass ihr Vater und Alexis eine Affäre hatten und Steven ihr gemeinsames Kind ist. Dies bringt Blake wie auch Steven aus der Bahn.
Alexis wird von Hank mit seinem Wissen erpresst. Deshalb lässt sie sich auf Blake ein, um an das Geld zu kommen. Hank wohnt mittlerweile mit Claudia zusammen, die nach wie vor ein Hass gegen die Carringtons hegt. Als Alexis Hank das Geld gibt, lässt er Claudias Baby bei den Carringtons zurück. Sam und Kirby kümmern sich liebevoll um das Kind. Dieses wird jedoch von der Nanny Manuel entführt, weil Sam sich nicht auf eine Nacht mit Manuel eingelassen hat. Claudia wird wieder in die Psychiatrie eingeliefert.
Fallon, die mittlerweile in einer Beziehung mit Michael ist und sogar verlobt ist, muss weiterhin die Fake-Ehefrau von Liam spielen, da dessen Onkel Max Van Kirk Carrington Atlantic kaufen möchte. Als Max plötzlich verstirbt und Liams Mutter Laura Van Kirk die Geschäfte übernimmt, geraten die zwei Frauen wegen Liam aneinander. Michael erfährt, dass Max vor seinem Tod ein Exemplar des Kaufvertrages unterschrieben hat, welches nun in den Händen der Antiquitätenhändlerin Ada Stone ist. Michael muss als Informant für Ada arbeiten, da diese sonst Fallon ins Gefängnis bringen kann. Dies führt dazu, dass auch Jeff in die Machenschaften hineingezogen wird. Als die beiden versuchen Ada zu hintergehen, wird Jeff angeschossen und Ada taucht unter. Durch diese Nahtoderfahrung wird Jeff klar, dass er sich mit seiner Mutter versöhnen will. Dies wird jedoch von Monica verhindert. Fallon wiederum ist von Michael enttäuscht und trennt sich von ihm. Ihr wird bewusst, dass sie die ganze Zeit Liam geliebt hat. Dieser jedoch ist mittlerweile mit Ashley Cunningham liiert und will von Fallon nichts mehr wissen.
Blake bekommt Besuch von Cristal Jennings, deren Identität von Celia Machado gestohlen wurde. Er versucht zunächst Cristal mit seiner toten Frau zu vergleichen, verliebt sich jedoch nach und nach in die „wahre“ Cristal. Nachdem sie sich verlobt haben, wird Cristal schwanger. Sie weiß jedoch nicht, ob sie von Blake oder ihrem Ex-Mann Mark schwanger ist. Als Alexis dies mitbekommt, lässt sie Mark aufsuchen und ihn nach Atlanta einfliegen. Mark versucht Cristal wieder näher zu kommen, doch diese hat Alexis Plan durchschaut und macht Mark klar, wo sie nun hin gehört. Alexis kann dies nicht akzeptieren und schießt auf Mark und Cristal. Mark wird dabei erschossen und Cristal verliert ihr Kind. Blake vermutet, dass sein Handlanger Mack dahinter steckt und prügelt ihn zu Tode. Joseph lässt die Leiche im See des Carrington-Anwesens verschwinden.
Sam erfährt, dass Steven Vater wird. Dies führt zu Spannungen zwischen den frisch Verheirateten. Als rauskommt, dass Steven gar kein Carrington ist, offenbart Melissa, dass Steven gar nicht der Vater ist. Steven fühlt sich nicht mehr wohl und verlässt die Carringtons wegen eines Sozialprojekts in Paraguay. Zunächst führen Sam und Steven eine Fernbeziehung, jedoch wird den beiden nach und nach klar, dass dies keine Zukunft hat und sie trennen sich. Als Steven in Paris Hilfe benötigt, fliegen Sam und Fallon dorthin. Steven ist rückfällig geworden und behauptet, dass sein Freund George ihm helfen möchte. Jedoch sehen Fallon und Sam George nicht und glauben, dass Steven psychisch krank ist. Sie lassen ihn in eine Psychiatrie einweisen. Was sie nicht ahnen, dass George existiert und in Wahrheit Adam Carrington ist.
Adam kehrt zu seiner Familie zurück. Blake ist sehr erfreut und zwischen den beiden Männern entwickelt sich schnell eine Vater-Sohn-Beziehung. Dies missfällt Fallon und sie misstraut Adam. Adam kommt auch dahinter, dass Alexis Hanks DNA-Test gefälscht hat. Da er keine Lügen mehr haben will, drückt er Alexis Gesicht in den brennenden Kaminofen. Dadurch wird ihr Gesicht entstellt. Um sich an Fallon zu rächen, sorgt Adam dafür, dass Alexis neues Gesicht wie das von Fallon aussieht. Dies sorgt für erneute Spannungen zwischen Mutter und Tochter. Als Alexis dahinterkommt, dass Adam der Auftraggeber war, reist sie nach Europa ab, um sich einer erneuten Gesichts-OP zu unterziehen.
Kirby verliebt sich in Michael. Aufgrund ihrer neu aufkeimenden Freundschaft zu Fallon hat sie jedoch zunächst Angst ihr dies zu gestehen. Als Fallon davon Wind bekommt, wünscht sie den beiden viel Glück. Fallon, die nun Geschäftsführerin des Buchverlages Femperial Publishing ist, kommt mit Liam zusammen. Dies missbilligt Liams Mutter Laura. Sie erfindet zusammen mit ihrem Liebhaber, Adam, eine Krebs-Erkrankung, um ihren Sohn an sich zu binden. Fallon und Liam versuchen daraufhin alles, um Adam zu überführen.
Da Cristal ein großer Fußballfan ist, gründet Blake zusammen mit Michael und Jeff den Fußballverein Atlantix in Atlanta. Um ein Fußball-Stadion bauen zu können, benötigen sie die Hilfe von Cristals Familie in Mexiko. Dadurch geraten Blake und Cristal in das Milieu der Glücksspieler. Michael erkennt mit der Zeit, dass Blake ihn nur aus Schuldbewusstsein gegenüber seinem Vater zum Eigentümer gemacht hat. Da er nach wie vor von dem FBI wegen der Ada-Stone-Thematik gesucht wird, verbündet er sich mit Jeff, um Blake zu stürzen. Dies gelingt den beiden auch, da Blake verhaftet wird. Jedoch trickst Blake die beiden aus. Nach einer angeblichen Trennung von Cristal, schmuggelt sie Michael Geld unter, dass es so aussieht, als hätte Michael im Auftrag von Ada Stone gehandelt. So durch wird Michael verhaftet.
Fallon übernimmt übergangsweise auf Bitten ihres Vaters die Geschäfte von Atlantix um Jeff und Michael daran zu hindern, die Kontrolle zu übernehmen. Dies führt jedoch dazu, dass ihr Unternehmen Femperial Publishing darunter leidet und immer mehr Kunden abspringen. Um den Schaden abzuwenden, überschreibt sie das Unternehmen für einen obligatorischen Dollar an Kirby. Als sie den Kauf rückgängig machen will, möchte Kirby nicht verkaufen. Sam erhält von Steven eine saftige Abfindung. Aus Langeweile kauft er ein Luxushotel und will dieses zusammen mit Joseph führen. Dieser kündigt nach einem Herzinfarkt bei den Carringtons.
Jeff und Monica bekommen Besuch von ihrer Mutter Dominique Deveraux. Diese ist nur nach Atlanta gekommen, um mit Blake zu sprechen. Dieser hat ihr jahrelang Schecks geschickt, damit sie die Wahrheit über ihre Herkunft nicht erzählt. Blake hat die Zahlungen eingestellt und will diese erst wieder aufnehmen, wenn Jeff Ruhe gibt. Dieser hat wiederum herausgefunden, dass Adam ihn vergiften wollte. Er will sich zusammen mit seiner Mutter und Monica an Blake und Adam rächen und täuscht seine Ermordung vor, damit Adam verhaftet wird. Dominique lässt jedoch die Beweise, die auf Adam führen, verschwinden.
Fallon erhält einen Brief, in dem steht, dass Liam einen zehnjährigen Sohn hat. Dies wird von Liam bestätigt. Um ehrlich zu bleiben, gesteht Fallon ihm, dass ihre Freundin Trixie vor vielen Jahren bei den Carringtons ums Leben kam und die Familie dies vertuscht hat. Adam hört das Gespräch mit und weiß von Steven, dass Anders eine Leiche im See versunken hat. Adam beauftragt Taucher im See nach der Leiche zu suchen. Liam kommt dahinter, dass Adam den Brief geschrieben hat und auch seiner Mutter die gefälschten Krankenakte zukommen ließ. Er droht ihm, Blake alles zu erzählen. Aus Wut schlägt Adam Liam nieder und dieser stürzt in den Pool. Als Fallon erfährt, dass ihr Vater die Trennung von Cristal nur vorgetäuscht hat, will sie sich endlich von Atlantix lossacken. Doch dann werden zwei Leichen aus dem Carrington-See gezogen.

### Staffel 3
Die Carringtons befassen sich mit der Entdeckung der Leichen im See. Fallon gesteht der Polizei gegenüber, dass Trixie damals ums Leben kam und behauptet, dass Mack die Leiche verschwinden ließ. Dadurch werden die Ermittlungen im Fall Trixie beendet. Liam konnte in letzter Sekunde gerettet werden, liegt jedoch im Koma. Adam versucht ihn zu töten, wird aber von Fallon gestört. Als Liam aufwacht, kann er sich an nichts mehr erinnern, auch nicht an seine Beziehung zu Fallon. Diese versucht alles, um Liam an ihre gemeinsame Zeit zu erinnern. Dies wird jedoch von Laura und einer Kontaktbeschränkung verhindert. Liam kann sich nach und nach wieder an sein altes Leben erinnern. Dafür lässt Fallon ihre aufkeimende Beziehung zu Evan Tate, dem Bruder von Trixie, fallen. Außerdem kämpft sie mit allen Mitteln gegen Kirby um Femperial Publishing zurückzubekommen. Dies gelingt ihr nicht, weswegen sie ein neues Universum gründen möchte. Fallon überschreibt ihren Anteil von Atlantix an Michael, um sich dadurch für das Verhalten ihres Vaters zu entschuldigen. Michael trennt sich von Kirby und beginnt im späteren Verlauf eine Beziehung mit Vanessa Deveraux, der Tochter von Dominique. Diese wird von Dominique sabotiert, indem sie eine Nacht mit Michael verbringt.
Blake ist wegen der Beauftragung der Taucher sehr wütend auf Adam. Dieser will seinem Vater helfen und lässt die Leiche von Mack einäschern, um so alle Spuren von Blake zu zerstören. Trotzdem wird Blake verhaftet. Dadurch verliert er alles und hält nur noch seine Anteile an dem Weingut Blue Belt Winery. Dafür macht er Adam zu dem COO, was Cristal stört. Nach einigen Streitereien zwischen Cristal und Adam, heiratet Cristal Blake im Gefängnis und wird so durch ebenfalls COO.
Bei einer Gasexplosion im Carrington Anwesen erblindet Adam. Zunächst weigert er sich von Nadia betreut zu werden. Als er jedoch erkennt, wie nützlich sie ihm sein kann, vertraut er ihr und beginnt eine Affäre mit ihr. In Wahrheit arbeitet Nadia für Fallon. Als Adam glaubt, dass Nadia eine Affäre mit Blake hat, brennt er dessen Weingut ab. Deshalb wird er von Blake aus der Villa verbannt. Liam kann sich währenddessen daran erinnern, dass es Adam war, der ihn nieder geschlagen hat.
Monica beginnt an der Aufrichtigkeit von Dominique zu zweifeln und lässt ihren Bruder Jeff wieder einfliegen. Dadurch offenbart sich, dass Dominique die gemeinsamen Pläne, um Blake und Adam zu vernichten, sabotiert hat. Dominique will sich sowie ihre Tochter Vanessa bekannt machen und beginnt eine Reality-Show zu drehen. Als sie überheblich wird und Vanessa die wahren Absichten ihrer Stiefmutter erfährt, feuert Vanessa sie.
Sam eröffnet zusammen mit Joseph das La Mirage. Als das Hotel ein Erfolg wird, verlässt Joseph dieses und kehrt zu den Carringtons zurück. Sam beginnt eine Beziehung mit Fletcher Myers, der als PR-Berater für La Mirage arbeitet. Da Sam jedoch nicht bereit für eine Beziehung ist, trennen sich die beiden und Sam erfährt, dass Fletcher verheiratet ist. Kirby steigt als Event-Organisatorin ins La Mirage ein, nachdem sie zwischenzeitlich in einer Sekte war. Des Weiteren beginnt sie eine geheime Beziehung zu Adam.
Zum Prozess gegen Blake kehrt Alexis nach Atlanta zurück. Sie hat in der Zwischenzeit Jeff geheiratet und möchte mit ihm zusammen Blake ins Gefängnis bringen. Sie ist als Zeugin im Prozess geladen und belastet Blake schwer. Mit Fallons Hilfe kommt jedoch heraus, dass Alexis gelogen hat und deshalb wird Blake freigesprochen. Cristal kommt durch Zufall dahinter, dass Alexis damals auf sie geschossen hat und sie schuld am Tod ihres Kindes ist. Sie will Rache, aber Blake hat daran kein Interesse. Deshalb beschließt Cristal auf eigene Faust Rache an Alexis zu nehmen und möchte diese mit einer Autobombe töten. Der Plan misslingt und Cristal zweifelt an ihrer Ehe zu Blake. Bei einem Projekt lernt sie Caleb Collins kennen und beginnt eine Affäre mit ihm. Deshalb verlässt sie Blake.
Fallon und Liam werden von Liams Vergangenheit eingeholt. Liams Sohn Connor sowie dessen Mutter Heidi tauchen in Atlanta auf. Fallon ist zunächst nicht begeistert davon, als sie jedoch Gefallen daran findet, kommt heraus, dass Connor in Wahrheit Liams Bruder ist. Heidi gesteht, dass sie damals eine Affäre mit Liams Vater hatte und auf Anraten von Laura behauptet hat, das Liam der Vater ist. Dies führt zum endgültigen Bruch zwischen Liam und seiner Mutter. Laura, die nach wie vor Vorsitzende bei Carrington Atlantic ist, bietet Blake die Firma an, wenn er dafür sorgt, dass Fallon und Liam sich trennen. Blake, Fallon und Liam hecken gemeinsam einen Plan aus und können Laura täuschen. Sie verkauft Blake Carrington Atlantic, welches jedoch finanziell angeschlagen ist. Durch eine Intrige von Adam, der mittlerweile einen Hass auf Blake hegt und zusammen mit Alexis und Jeff arbeitet, steht Blake kurz vor dem finanziellen Ruin.
Bei Fallons Junggesellenabschied heiratet Sam den Stripper Ryan, während Alexis und Jeff eine intime Beziehung eingehen. Evan Tate kehrt zurück und will Fallons Ruf ruinieren. Joseph vermutet, dass Adam damals Alexis in den Kamin gestoßen hat und nimmt deshalb weitere Recherchen zu Adams Vergangenheit vor.

### Staffel 4
Nachdem Cristal sich von Blake getrennt hat, beginnt sie eine Beziehung mit Caleb. Blake währenddessen kämpft um Carrington Atlantic. Durch eine Intrige von Alexis und Jeff verliert er sein Privatvermögen samt Villa. Alexis zieht dort ein, während Blake um seine Ehe kämpft. Jeff möchte sich von Alexis scheiden lassen. Als er jedoch erfährt, dass Alexis hinter seinem Rücken mit Dominique, die die Schürfrechte am Carrington-Anwesen übertragen bekommen hat, Geschäfte macht, zieht er ebenfalls in die Villa ein und eine Scheidungsschlacht beginnt. Die beiden können sich jedoch mit Fallons Hilfe einigen. Durch einen Trick und mit Hilfe von Dominique erhält Blake seine Villa zurück.
Fallon heiratet nach einigen Komplikationen Liam. Bei der Trauung taucht Evan auf und möchte Fallon an sich binden. Blake gelingt es in letzter Minute Evan unschädlich zu machen, verletzt sich jedoch schwer, wodurch er vorübergehend im Rollstuhl landet. Kirby, die ebenfalls von Evan verletzt wird, genießt ihre Zeit mit Adam, obwohl sie von seiner Vergangenheit Bescheid weiß. Dies kann Joseph nicht verstehen. Auch Alexis ist die Beziehung zwischen den beiden ein Dorn im Auge. Deshalb holt sie Kirbys Ex-Freund, Oliver Noble, nach Atlanta. Dies führt zu Spannungen zwischen Kirby und Adam, weswegen sich die beiden trennen. Oliver führt Kirby auch wieder in ihre Drogensucht, da er ihr einen Job als Model verschafft und dies Kirby an ihre Belastungsgrenze bringt. In letzter Minuten können Fallon und Sam sie retten und Kirby begibt sich in einen Entzug.
Sam trifft sich mit Ryan, um die Scheidungspapiere zu unterzeichnen. Die beiden erkennen, dass sie Gefühle füreinander haben und versuchen eine Beziehung zu führen. Als jedoch Fletcher wieder auftaucht, ist Sam verwirrt. Als er sich für Ryan entscheidet, trennt sich dieser jedoch. Sam schließt sich mit Michael zusammen, um das La Mirage zu erweitern. Sie kaufen Jeffs Club auf und wollen diesen ins Hotel integrieren. Dafür benötigen sie die Hilfe von Leo Abbott, der jedoch mit Hilfe des Hotels sein Geldwäschegeschäft durchführen will. Sam und Michael versuchen alles um Leo wieder loszuwerden. Durch einen von Sam verursachten Stromschlag wird Leo verletzt und muss ins Krankenhaus eingeliefert werden. Dort lässt ihn Adam, der von den Machenschaften Leos weiß, sterben.
Cristal erfährt, nachdem sie mit Blake wieder zusammengekommen ist, dass sie an einem Gehirntumor leidet. Dies verschweigt sie Blake zunächst. Mit Hilfe von Adam wird sie wieder gesund und dieser wird Chefarzt im Krankenhaus. Um seinen Einfluss im Krankenhaus auszubauen und seine eigene Dynastie zu gründen, stiehlt er von einem Kollegen eine Alzheimer-Forschung und gibt sie in veränderter Form als seine eigene aus. Außerdem kommt er dahinter, dass Alexis Oliver nach Atlanta geholt hat und bricht deshalb endgültig mit ihr. Blake hingegen übernimmt die Primetime Private Airlines von Fallon. Um einen Privatflughafen bauen zu können, möchte er Senator vom Bundesstaat Georgia werden. Unterstützt wird er dabei von Cristal. Diese erhält Besuch von ihrem Bruder Beto, der das Familienunternehmen, das an Cristal überschrieben wurde, zurückhaben will. Da Cristal nicht einwilligt, versucht Beto Blakes Wahlkampf zu sabotieren ― jedoch am Ende ohne Erfolg.
Liam erfährt durch Zufall, dass sein Vater nicht bei einem Unfall ums Leben kam, sondern ermordet wurde. Er macht sich auf die Suche nach den Hintergründen und kommt einem Wertpapierbetrug auf die Schliche, der ihn und Fallon in große Gefahr bringt. Anders kann die beiden retten, zieht sich jedoch eine lebensgefährliche Verletzung zu, an der er letzten Endes stirbt.
Dominique erhält Besuch von ihrem Ex-Mann Brady Lloyd. In Wahrheit sind die beiden gar nicht getrennt. Da Dominique viel Geld durch ihre eigene Modekollektion verdient, hat sie Angst, dass Brady sie ausnutzt. Mit Jeffs Hilfe will sie die Scheidungspapier rückwirkend ausstellen lassen. Dominique und Brady kommen sich wieder näher und werden ein Paar. Brady arbeitet jedoch in Wahrheit für Alexis, die Dominique demütigen will. Jeff misstraut Brady und glaubt, dass dieser ihn ausspionieren will.
Alexis erhält Besuch von Amanda, die sich als ihre Tochter herausstellt. Die Familie erfährt, dass Alexis in der Vergangenheit während einer schweren Zeit mit Blake eine Affäre mit ihrem Yoga-Lehrer hatte und dadurch schwanger wurde. Sie bat Blake damals um eine Beziehungspause und ging nach Europa. Dort brachte sie Amanda zur Welt und gab sie in die Hände einer Cousine. Nachdem Amanda die Wahrheit herausgefunden hat, will sie ihre wahre Familie kennenlernen. Wie sich später herausstellt, ist Amanda die Tochter von Blake. Fallon und Adam sind zunächst skeptisch, aber mit der Zeit freundet sich Fallon mit ihr an. Adam hingegen misstraut ihr weiter. Als auch noch Amanda als Juristin im Krankenhaus anfängt und Nachforschungen über Adams Alzheimer-Forschung macht, wird dieser in die Enge getrieben. Er bringt seinen ehemaligen Kollegen um und schiebt den Mord Alexis unter, die daraufhin verhaftet wird.
Fallon und Liams Eheleben gerät wegen Fallons Arbeit in eine Krise. Diese wird durch Fallons Assistentin Eva, die ein Auge auf Liam geworfen hat, ausgenutzt. Liam bittet Fallon um eine Beziehungspause. In einem schwachen Moment hat Fallon einen One-Night-Stand mit Colin McNaughton, einem kurzfristigen Geschäftspartner. Durch eine Intrige von Eva kommt Liam dahinter und will die Scheidung. Fallon, die hinter Evas Plan gekommen ist, versucht Liam umzustimmen, allerdings ohne Erfolg. Dieser erkennt jedoch auch Evas wahre Absichten und kehrt zu Fallon zurück. Bei Blakes Wahlkampf-Gala taucht Eva auf und schießt Fallon nieder.

### Staffel 5
Fallon hat die Schussverletzung überlebt, fällt jedoch kurzzeitig ins Koma. Liam erkennt in dieser Zeit, wie sehr er seine Frau liebt und verzeiht ihr. Nach Fallons Genesung tritt sie bei Fallon Unlimited kürzer, da sie mit Liam eine Familie gründen möchte. Sie und Jeff kaufen Morell Green Energy zurück, da Fallon für ihr zukünftiges Kind eine Zukunft schaffen will. Trotz vielen Versuchen wird Fallon nicht schwanger und muss erfahren, dass sie keine Kinder kriegen kann. Zusammen mit Liam beschließt sie, dass eine Leihmutter ihr Kind austragen soll. Sie entscheiden sich für Stacey Moore.
Alexis hockt im Gefängnis und bis auf Amanda glaubt keiner an ihre Unschuld. Ihre Tochter vermutet Adam hinter dem Mord und forscht nach. Mit Hilfe einer Drohne kann sie ihn des Mordes überführen. Durch einen Trick kommt Alexis an Adams Anteile an ihrer gemeinsamen Firma und kommt aus dem Gefängnis frei. Sie trifft auf Dex Dexter, ein Hedgefonds-Manager und alter Freund, mit dem sie zusammen kommt und später heiratet.
Blake verzichtet für seine Familie auf die Wahl zum Senator, während Beto seine Rache an seiner Schwester Cristal vorantreibt. Zusammen mit Rita, die eine Doppelgängerin von Cristal ist, schleust er sich in die Carrington-Familie ein. Dafür lässt er Cristal entführen, während Rita sich als diese ausgibt. Rita soll dafür sorgen, dass Blake Beto die Anteile für Flores Inc. überschreibt. Blake zweifelt jedoch daran und kommt hinter Ritas wahre Identität. Rita wird verhaftet, während Beto flieht und vom FBI gesucht wird. Durch den Zusammenschluss von Flores Inc. und PPA, kommt es zwischen Blake und Cristal zu Streitigkeiten, da Blake alles selber bestimmen möchte.
Dominique erkennt die wahren Absichten von Brady und wirft ihn aus dem Haus. Sie versöhnt sich daraufhin mit ihrem Sohn Jeff. Sie treibt ihre Modekollektion weiter voran und feiert damit Erfolge. Sie wird daraufhin terrorisiert und kommt ihrem Bodyguard Kevin näher. Sam trifft auf seinen leiblichen Vater Daniel Ruiz, der als Pferdetrainer für Fallons Pferd Allegra engagiert wurde. Jedoch stellt sich heraus, dass dieser an Krebs erkrankt ist und verstirbt wenig später. Wenig später trifft er Ryan wieder und die beiden beginnen eine Affäre. Jedoch gesteht sich Sam ein, dass er Ryan nicht liebt und lässt ihn weiter ziehen.
Kirby beginnt wieder als Model zu arbeiten und wird dabei von Charlie Jiménez unter Vertrag genommen. Mit der Zeit verliebt sie sich in Amanda und die beiden werden ein Paar, nachdem herauskommt, dass Charlie Kirby über den Tisch gezogen hat. Die beiden verheimlichen ihre Beziehung zunächst, stehen jedoch später öffentlich dazu. Amanda erhält Besuch von ihrer Ex-Freundin Florence Whitley, die ihr ein Jobangebot in London unterbreitet. Dieses nimmt Amanda auf Bitten von Kirby an.
Jeff will den Tod einer Freundin rächen, die aufgrund eines für sie unbezahlbaren Medikaments verstarb. Er kündigt bei Morell Green Energy und infiltriert den Pharmakonzern. Er erkennt jedoch, dass Rache nicht der richtige Weg ist und lässt seine „Robin Hood“- Attitüde. Adam ist dabei eine neue Anti-Aging-Injektion zu erschaffen, welches die Schönheitsideale verbessert. Dafür benötigt er die Hilfe von Laura Van Kirk, die ihm eine illegale Pflanze beschaffen soll. Laura jedoch erpresst ihn. Durch ein Unglück stirbt Laura und Adam vertuscht den Mord.
Liams Buch wird mit Hilfe von Nina Fournier verfilmt. Parallel soll Liam ein Nachfolgeroman schreiben. Dies fällt ihm jedoch schwer. Als sein Mentor stirbt, stiehlt er dessen unveröffentlichten Roman und gibt diesen als sein eigenes aus. Er wird kurze Zeit diesbezüglich erpresst, gesteht jedoch alles und veröffentlicht den Roman nicht. Culhane unterstützt Liam bei seiner Filmadaption und kommt Nina in die Quere. Zunächst streiten sie sich die ganze Zeit, kommen jedoch nach einigem Hin und Her zusammen. Culhane war zwischenzeitlich mit Geneva Abbot zusammen, bis er herausfindet, dass sie die Ehefrau von Leo war und sich von ihr trennt. Culhane macht Nina einen Heiratsantrag und die beiden beschließen in Los Angeles ein neues Leben zu beginnen.
Auf der Hochzeit von Alexis und Dex taucht Ben Carrington, Blakes Bruder, auf. Ben wurde von der Familie verstoßen, da Blake und Thomas ihn für den Tod der Mutter verantwortlich machen. Ben bestreitet dies, aber niemand glaubt ihm. Er will sein Erbe einklagen. Unterstützung erhält er dabei von Alexis, die sich immer noch an Blake rächen will. Jedoch wird seine Klage vor Gericht mit Kirbys Hilfe abgelehnt. Blake möchte sich mit Ben versöhnen, aber dieser lehnt es ab und schwört Rache.
Stacey und Adam beginnen eine Beziehung, was Fallon sehr missfällt. Er benutzt Stacy jedoch, um an seinen Chefarztposten zurückzubekommen, den er durch Amanda verloren hat. Als Stacey dahinterkommt, dass Adam das ungeborene Kind gefährdet hat, trennt sie sich von ihm. Daraufhin wird Adam von Graham entführt, der sich als Steven entpuppt. Er möchte sich an Adam für dessen Taten rächen. Er sorgt dafür, dass Adam aus dem Leben der Carringtons verschwindet.
Fallon eröffnet mit Morell Green Energy ihr erstes Wasserkraftwerk und entdeckt dabei, dass die Vorsitzende des Vorstands von Fallon Unlimited, Ellen, versucht, sie als COO abzusetzen. Währenddessen hat Blake mit einem verschwundenen Flugzeug von PPA zu kämpfen, in dem Dex sitzt. Durch die Suche nach ihm wird Blake bewusst, wie sehr er seine Frau an seiner Seite braucht. Zusammen mit Blake gelingt es Fallon, ihren Posten als COO zu behalten und Fallon Unlimited wieder in ein Familienunternehmen umzuwandeln.
Fallon und Liam werden Eltern der kleinen Lauren Morell Carrington-Ridley, Culhane und Nina heiraten, Sam und Steven werden wieder ein Paar, Dominique und Alexis eröffnen beide ein Geschäft in derselben Straße, Jeff richtet den neuen Hauptsitz von ColbyCo in Nigeria ein, Kirby zieht zu Amanda nach London, Adam beginnt unter dem Pseudonym Dr. Kerwan in selber Stadt als Tierarzt, Liam wird erfolgreicher Kinderbuchautor und Fallon benennt Fallon Unlimited in Carrington United um.

## Produktion
In September 2016 wurde bekannt, dass The CW an einem Reboot der 1980er-Jahre Fernsehserie Der Denver-Clan arbeitet. Entwickelt wurde das Reboot von Josh Schwartz, Stephanie Savage und Sallie Patrick. Dabei trafen sich die Produzenten mit Richard und Esther Shapiro, den Produzenten der Ursprungsserie.
Die Hauptrollen erhielten Nathalie Kelley (Cristal Flores Carrington), Elizabeth Gillies (Fallon Carrington) und Grant Show (Blake Carrington). Weitere Hauptrollen wurden mit Alan Dale und James Mackay besetzt. Rafael de la Fuente wurde für die Rolle des Sam „Sammy Jo“ Jones besetzt, eine homosexuelle Version von Heather Locklears Figur aus der Originalserie.
Die Pilotfolge wurde in Atlanta gedreht. Am 10. Mai 2017 gab der Sender die erste Staffel in Auftrag. Der erste Trailer wurde wenige Tage später veröffentlicht. Am 8. November 2017 bestellte The CW neun weitere Folgen, sodass die erste Staffel auf 22 Episoden kommt.
Im November 2017 wurde Nicollette Sheridan für die Rolle der Alexis Carrington, die Ex-Frau von Blake, gecastet. Diese Rolle wurde in der Originalserie von Joan Collins gespielt. Nach dem Finale der ersten Staffel wurde Sheridan für die zweite Staffel zur Hauptdarstellerin befördert. Ende Juni 2018 wurde bekannt, dass Nathalie Kelley nicht für die zweite Staffel zurückkehren wird. Ihre Rolle wird von Ana Brenda Contreras übernommen, die die „wahre“ Cristal Flores verkörpern wird. Außerdem wurde eine weitere Hauptrolle an Maddison Brown vergeben, die die Rolle der Kirby Anders spielen wird. Sam Underwood stieß im Laufe der zweiten Staffel als Adam Carrington der Besetzung bei. Ende Juli 2019 wurde bekannt, dass Daniella Alonso Contreras als Cristal Jennings in der dritten Staffel ersetzen wird. Außerdem wurde für die dritte Staffel Adam Huber und Michael Michele zu Hauptdarstellern befördert.
Nachdem Nicollette Sheridan die Serie nach der 15. Folge der zweiten Staffel aus privaten Gründen verließ, wurde die Rolle zunächst von Elizabeth Gillies verkörpert, die somit sowohl Mutter als auch Tochter innerhalb der Serie verkörperte. Im Oktober 2019 wurde schließlich bestätigt, dass Elaine Hendrix die Rolle der Alexis übernehmen und im Verlauf der dritten Staffel zur Hauptbesetzung stoßen wird. Am 7. Januar 2020 wurde die Serie um eine vierte Staffel verlängert.
Noch vor Veröffentlichung der vierten Staffel wurde die Serie im Februar 2021 um eine fünfte Staffel verlängert, ehe die Serie im Mai 2022 eingestellt wurde. Im August 2021 wurde Eliza Bennett für die Rolle der Amanda Carrington, die geheime Tochter von Alexis, gecastet. Bennett ist in der vierten Staffel als Nebendarstellerin zu sehen und wird mit Beginn der fünften Staffel zur Hauptdarstellerin befördert.
Die Originalepisodentitel sind Dialogzeilen aus der Originalserie. Neben überarbeiteten Figuren und Handlungssträngen enthält das Remake mehrere visuelle Hommagen an die 1980er-Jahre, einschließlich Requisiten und Garderobe. Obwohl die Serie nicht mehr in Denver, sondern in Atlanta spielt, erhielt die Serie in Deutschland den Serientitel der Originalserie.

## Besetzung und Synchronisation

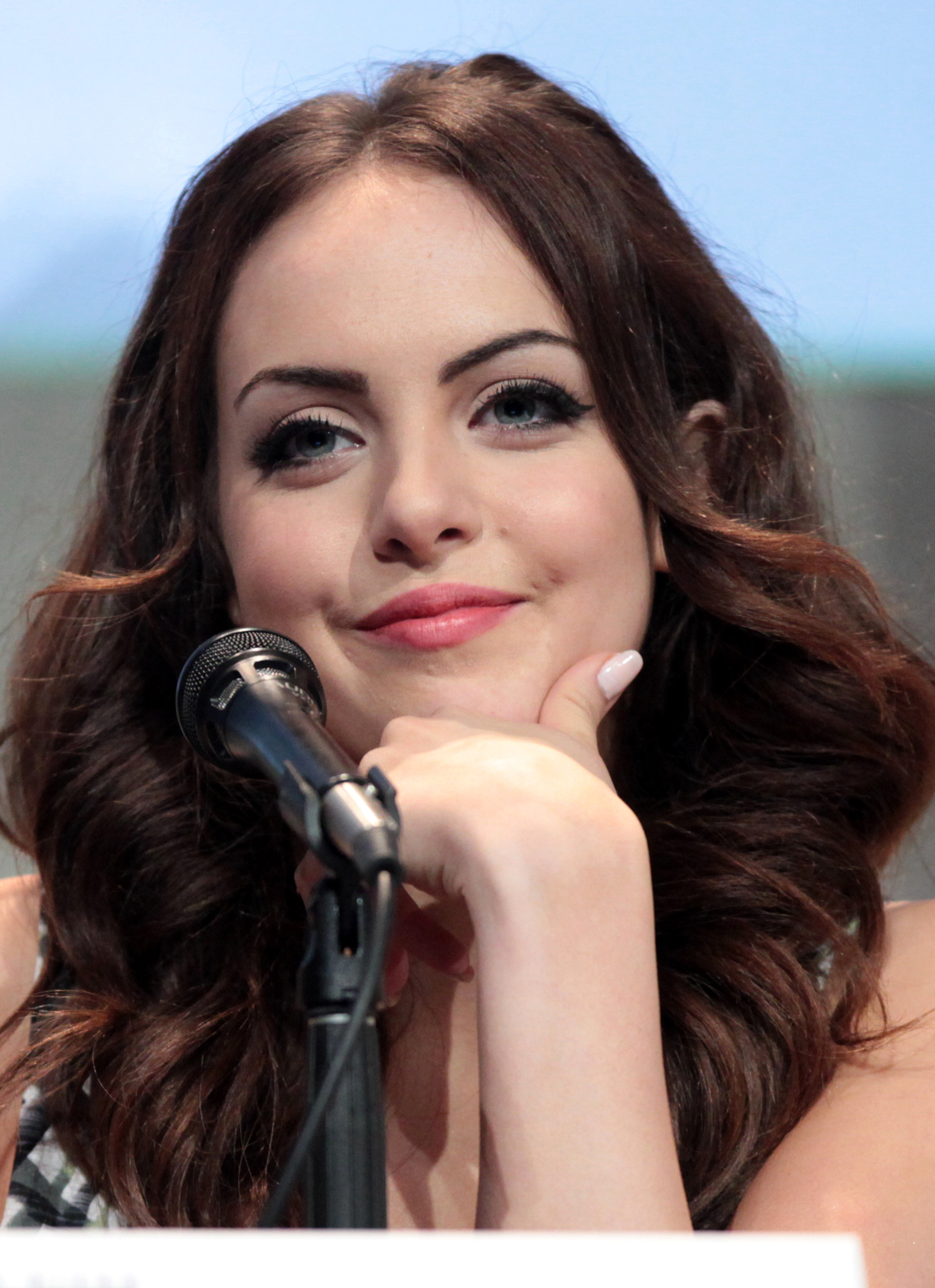
Elizabeth Gillies

Die deutsche Synchronisation entstand nach einem Dialogbuch von Ilka Schneider, Ulrich Johannson, Stefan Ludwig, Andreas Böge, Ulrike Lau und Martin Cichy unter der Dialogregie von Ina Gerlach, Reinhard Knapp, Marion Schöneck und Philippa Jarke durch die Synchronfirma Cinephon Filmproduktions GmbH in Berlin.

### Hauptbesetzung
| Rolle                                         | Schauspieler             | Hauptrolle | Nebenrolle             | Synchronsprecher                    |
| --------------------------------------------- | ------------------------ | ---------- | ---------------------- | ----------------------------------- |
| Fallon Morell Carrington                      | Elizabeth Gillies        | 1.01–5.22  |                        | Patrizia Carlucci                   |
| Celia Machado alias Cristal Flores Carrington | Nathalie Kelley          | 1.01–1.22  |                        | Nora Jokhosha                       |
| Steven Carrington                             | James Mackay             | 1.01–2.04  | 2.10, 2.14, 2.22, 5.22 | Florian Clyde                       |
| Michael Culhane                               | Robert Christopher Riley | 1.01–5.22  |                        | Christoph Banken                    |
| Jeff Colby                                    | Sam Adegoke              | 1.01–5.22  |                        | Fabian Oscar Wien                   |
| Samuel Josiah „Sammy Jo“ Jones-Carrington     | Rafael de la Fuente      | 1.01–5.22  |                        | Jannik Endemann                     |
| Joseph Winfried Anders                        | Alan Dale                | 1.01–4.22  |                        | Thomas Kästner                      |
| Blake Carrington                              | Grant Show               | 1.01–5.22  |                        | Johannes Berenz                     |
| Alexis Carrington Colby                       | Nicollette Sheridan      | 2.01–2.15  | 1.16–1.22              | Peggy Sander-Nauß                   |
| Alexis Carrington Colby                       | Elaine Hendrix           | 3.08–5.22  |                        | Peggy Sander-Nauß                   |
| Cristal Jennings Carrington                   | Ana Brenda Contreras     | 2.01–2.22  |                        | Marieke Oeffinger                   |
| Cristal Jennings Carrington                   | Daniella Alonso          | 3.01–5.22  |                        | Marieke Oeffinger                   |
| Rita                                          | Daniella Alonso          |            | 5.01–5.06              | Marieke Oeffinger                   |
| Kirby Anders                                  | Maddison Brown           | 2.01–5.22  |                        | Olivia Büschken Sophie Lechtenbrink |
| Adam Carrington alias Mikey Gordon Harrison   | Sam Underwood            | 2.15–5.22  | 2.14                   | Julius Jellinek Max Felder          |
| Jack Liam Ridley-Lowden                       | Adam Huber               | 3.01–5.22  | 1.15–2.22              | Jeremias Koschorz                   |
| Dominique Deveraux                            | Michael Michele          | 3.01–5.22  | 2.20–2.22              | Daniela Thuar                       |
| Amanda Carrington                             | Eliza Bennett            | 5.01–5.22  | 4.16–4.22              | Jessica Rust                        |

### Nebenbesetzung
| Rolle             | Schauspieler         | Nebenrolle (Episoden)           | Synchronsprecher                                      |
| ----------------- | -------------------- | ------------------------------- | ----------------------------------------------------- |
| Monica Colby      | Wakeema Hollis       | 1.01–4.05                       | Alice Bauer                                           |
| Claudia Blaisdel  | Brianna Brown        | 1.01–1.08, 1.21–2.09, 5.14      | Sonja Spuhl                                           |
| Matthew Blaisdel  | Nick Wechsler        | 1.01–1.02, 1.21–1.22            | Nico Sablik                                           |
| Iris Machado      | Elena Tovar          | 1.03–1.11, 5.11                 | Angela Ringer                                         |
| Ted Dinard        | Michael Patrick Lane | 1.05–1.14                       | Jan-Philipp Jarke                                     |
| Alejeandro Silva  | Luis Fernández       | 1.08–1.11                       | Abelardo Decamilli                                    |
| Cecil Colby       | Hakeem Kae-Kazim     | 1.09–1.15, 2.20                 | Tilo Schmitz                                          |
| Melissa Daniels   | Kelly Rutherford     | 1.12–2.03, 3.03                 | Debora Weigert                                        |
| Rick Morales      | J.R. Cacia           | 1.12–1.14                       | Thomas Schmuckert                                     |
| Hank Sullivan     | Brent Antonello      | 1.20–2.06                       | Valentin Stilu                                        |
| Ada Stone         | Katherine LaNasa     | 2.03–2.09                       | Antje von der Ahe                                     |
| Laura Van Kirk    | Sharon Lawrence      | 2.03, 2.19–4.01, 5.13           | Monica Bielenstein                                    |
| Manuel            | Yani Gellman         | 2.07–2.09                       | Sascha Werginz                                        |
| Ashley Cunningham | Taylor Black         | 2.10–2.11, 2.18, 3.01           | Betty Förster                                         |
| Roberto Flores    | Geovanni Gopradi     | 2.15–2.18, 3.14–3.15, 4.18–5.06 | Nico Mamone (Staffel 2–3) Peter Lontzek (Staffel 4–5) |
| Evan Tate         | Ken Kirby            | 3.03–3.06, 3.19–4.02            | Karim El Kammouchi                                    |
| Vanessa Devereaux | Jade Payton          | 3.04–3.19                       | Maria Hönig                                           |
| Nadia             | Kelli Barrett        | 3.05–3.08                       | Lisa May-Mitsching                                    |
| Joel Turner       | Pierson Fode         | 3.06, 3.10                      | Benjamin Stöwe                                        |
| Fletcher Myers    | Daniel Di Tomasso    | 3.07–3.13, 4.08, 4,10           | Arne Stephan                                          |
| Heidi             | Emily Rudd           | 3.13–3.16                       | Victoria Frenz                                        |
| Connor            | John Jackson Hunter  | 3.13–3.16                       | Julius Ernst                                          |
| Caleb Collins     | Wil Traval           | 3.16–4.05                       | Christoph Drobig                                      |
| Mia               | Shannon Thornton     | 3.18–3.20, 4.07–4.09            | Christin Quander                                      |
| Ryan              | Lachlan Buchanan     | 3.20–4.10, 5.20–5.21            | Michael Ernst                                         |
| Colin McNaughton  | Ashley Day           | 4.08, 4.17–4.21                 | Bastian Sierich                                       |
| Oliver Noble      | Luke Cook            | 4.09–4.13                       | Jaron Löwenberg                                       |
| Leo Abbott        | David Aron Damane    | 4.11–4.15                       | Samuel Zekarias                                       |
| Eva               | Kara Royster         | 4.15–5.01                       | Moira May                                             |
| Ellen             | Grace Junot          | 4.17–5.22                       | Susanne Szell                                         |
| Brady Lloyd       | Randy J. Goodwin     | 4.19–5.02                       | Oliver Feld                                           |
| Dex Dexter        | Pej Vahdat           | 5.03–5.22                       | Nic Romm                                              |
| Nina Fournier     | Felisha Terrell      | 5.03–5.22                       | Julia Blankenburg                                     |
| Daniel Ruiz       | Rogelio T. Ramos     | 5.04–5.11                       | Thomas Schmuckert                                     |
| Charlie Jiménez   | Cynthia Quiles       | 5.06–5.09                       | Svantje Wascher                                       |
| Stacey Moore      | Samantha Massell     | 5.14–5.22                       | Juliane Schöttler                                     |
| Ben Carrington    | Brett Tucker         | 5.14–5.17                       | Kevin Kraus                                           |
| Graham            | Dan Amboyer          | 5.21–5.22                       | Florian Clyde                                         |
| Florence Whitley  | Kate Beahan          | 5.21–5.22                       | Sandrine Mittelstädt                                  |

Anmerkungen:
1. ↑  Meist unregelmäßige Auftritte im genannten Zeitraum
2. ↑  Nach Sheridans Ausstieg übernahm Elizabeth Gillies in den Folgen 2.17 bis 2.19 die Rolle als Gaststar. In der deutschen Fassung wurde Gillies in dieser Rolle wie Sheridan von Peggy Sander-Nauß synchronisiert. In den Folgen 2.16 und 2.17 verkörperte zudem Amy Sutherland kurzweilig die Rolle der Alexis Carrington, die hier jedoch stumm blieb.
3. 1 2  nur in den Folgen 2.21–2.22

## Ausstrahlung
| Staffel | Episodenanzahl | Erstveröffentlichung USA | Erstveröffentlichung USA | Deutschsprachige Erstveröffentlichung | Deutschsprachige Erstveröffentlichung |
| Staffel | Episodenanzahl | Staffelpremiere          | Staffelfinale            | Staffelpremiere                       | Staffelfinale                         |
| ------- | -------------- | ------------------------ | ------------------------ | ------------------------------------- | ------------------------------------- |
| 1       | 22             | 11. Oktober 2017         | 11. Mai 2018             | 12. Oktober 2017                      | 12. Mai 2018                          |
| 2       | 22             | 12. Oktober 2018         | 24. Mai 2019             | 13. Oktober 2018                      | 25. Mai 2019                          |
| 3       | 20             | 11. Oktober 2019         | 8. Mai 2020              | 23. Mai 2020                          | 23. Mai 2020                          |
| 4       | 22             | 7. Mai 2021              | 1. Oktober 2021          | 22. Oktober 2021                      | 22. Oktober 2021                      |
| 5       | 22             | 20. Dezember 2021        | 16. September 2022       | 24. September 2022                    | 24. September 2022                    |

Vereinigte Staaten

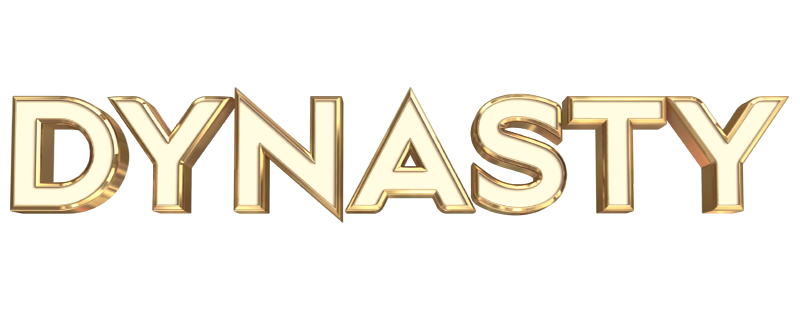
Originallogo der Serie

Die Serienpremiere fand am 11. Oktober 2017 im Anschluss an Riverdale statt. Die zweite Staffel wurde seit dem 12. Oktober 2018 ausgestrahlt. Die dritte Staffel wird seit dem 11. Oktober 2019, freitags nach Charmed ausgestrahlt. Die vierte Staffel wurde im Sommer 2021 ausgestrahlt. Die fünfte Staffel startete am 20. Dezember 2021 mit einer Doppelfolge und wurde zwischen dem 11. März und dem 16. September 2022 fortgesetzt.
Deutschland
Ursprünglich sollte die Serie wenige Stunden nach US-Ausstrahlung auf der Video-on-Demand-Plattform Netflix veröffentlicht werden. Aufgrund von lizenztechnischen Problemen musste die Veröffentlichung verschoben werden. Seit dem 8. Februar 2018 steht die erste Hälfte der ersten Staffel zur Verfügung. Am 13. Mai 2018 wurde der zweite Teil veröffentlicht. Die Ausstrahlung der zweiten Staffel begann am 13. Oktober 2018, einen Tag nach US-Ausstrahlung.
Die dritte Staffel wurde im Gegensatz zu den vorherigen Staffeln nicht wöchentlich, sondern auf einen Schlag am 23. Mai 2020 veröffentlicht. Die vierte Staffel ist seit dem 22. Oktober 2021 abrufbar. Die fünfte und letzte Staffel ist seit dem 24. September 2022 auf Netflix abrufbar.
Österreich und Schweiz
In Österreich und der Schweiz wird wöchentlich seit dem 12. Oktober 2017 auf Netflix eine Folge veröffentlicht. Die Ausstrahlung der zweiten Staffel begann am 13. Oktober 2018.